# Dewar (Oklahoma)
Dewar es un pueblo ubicado en el condado de Okmulgee en el estado estadounidense de Oklahoma. En el año 2010 tenía una población de 888 habitantes y una densidad poblacional de 370 personas por km².

## Geografía
Dewar se encuentra ubicado en las coordenadas 35°27′32″N 95°56′46″O / 35.45889, -95.94611 (35.458946, -95.945973).

## Demografía
Según la Oficina del Censo en 2000 los ingresos medios por hogar en la localidad eran de $30,000 y los ingresos medios por familia eran $35,417. Los hombres tenían unos ingresos medios de $27,625 frente a los $18,036 para las mujeres. La renta per cápita para la localidad era de $12,188. Alrededor del 15.2% de la población estaban por debajo del umbral de pobreza.